# ワンダ (飲料ブランド)
Wonda（ワンダ）は、アサヒ飲料が1997年から販売している飲料のブランド名であり、缶コーヒーおよびペットボトル入りコーヒー飲料を中心に展開している。
本製品は1997年9月に「J.O.」の後継製品として発売された。2002年10月に発売された業界初の朝専用缶コーヒー「WONDAモーニングショット」の販売好調によりブランドを代表する定番製品となり、ブランド自体も発売から25年以上続くロングセラーとなっている。
本製品は兵庫県明石市の明石工場と富山県下新川郡入善町の北陸工場で生産されている。明石工場最寄り駅の山陽電気鉄道本線東二見駅に「東二見駅をご利用のみなさん！おはようございます！」と書かれたWONDAモーニングショットの看板が設置されている。

## 歴史

### 背景
アサヒ飲料は「三ツ矢コーヒー」（1981年発売）、「NOVA」（1986年発売）、「J.O.」（1990年発売）、「KAFEO」（1995年発売）といったコーヒー飲料を展開してきた。ところが、1980年代から競合製品の参入が相次ぎ、1992年にサントリーから発売された「ボス」が世界観に訴求する手法で成功を収めたことから、各社もそれに追随した。1996年には、缶コーヒーが清涼飲料水市場の4分の1近くのシェア（約3億5,500万ケース）を占めていたのに対し、アサヒ飲料の販売実績は約1,500万ケースで頭打ちの状況となっていた。同社の当社の清涼飲料全体事業における割合も15％と低かった分、成長の余地があった。また、「J.O.」や「KAFEO」は自動販売機での販売がほとんどであり、一般の小売店ではあまり売れていなかった。加えて、1980年代後半の分社化により、戦略面においては一貫性やスピード感に欠けていた。そこで、同社は商品開発・販促・広告の要素が一つになったトータルマーケティングを展開し、缶コーヒーの大型新商品の投入を決断した。そして、1996年7月にアサヒ飲料会社が発足したことで、一貫性のある施策展開が実現した。

### 1997年～：誕生
商品開発に際し、「20代後半で、1週間に缶コーヒーを5本以上飲むヘビーユーザー」をメインターゲット層に据えた。アサヒ飲料は彼らへの試行調査を行い、「甘さ控えめ」「深み」「すっきりとしたキレ味」といった要素が好まれることを突き止めた。次いで彼らは30万人を対象としたモニタリングを行い、1997年8月から9月にかけて、ヘビーユーザーである運転手を含めた320万人を対象にした大規模サンプリングを実施した。
本製品には前向きになれるコーヒーというコンセプトが据えらえており、商品名も「WONDERFULな缶コーヒー」に由来している。
こうして、本製品「WONDA」は1997年9月に「J.O.」の後継製品として発売された。この時点では190グラム (g) 缶の「ワンダフルブレンド」、「カフェオレプレミアムテイスト（乳飲料規格）」、250g缶の「オリジナルブレンド」、160g缶の「ブルーマウンテンブレンドEX」の4種類であった。
前述の大規模サンプリングや、プロゴルファータイガー・ウッズを採用したテレビCMなどが功を奏し、WONDAは発売から3ヶ月で770万函を売り上げ、缶コーヒー市場におけるアサヒ飲料のシェアを拡大させた。その後、2000年1月には、「抗酸化スーパー低温抽出法」を採用したブラック缶コーヒー「ワンダ ブラック&ブラック」を世に送り出した。
また、環境への配慮がなされるようになったのもこのころであり、2000年4月には当時の基幹商品だった「ワンダ ワンダフルブレンド」に、東洋製罐によるタルク缶を採用した。これにより、プレス加工時の洗浄作業ならびに成型後の塗装や焼き付けが不要となり、水の節約や二酸化炭素の抑制に成功した。
2001年9月には「新豆挽きたて、イキのいい缶コーヒー」という合言葉のもとに、製品のリニューアルを行った。

### 2002年：「WONDAモーニングショット」の成功
缶コーヒー市場は1998年ごろから伸び悩んでおり、成功を収めた「WONDA」の売り上げも停滞していた。また、アサヒ飲料自身も業績不振に悩んでおり、2000年には中期経営企画は「フレッシュアップ計画21」を立ち上げ、その一環として「WONDA」の新製品の開発が行われた。開発チームは缶コーヒーの本質を探るために話し合う中で、「目覚めの1杯」や「始業前の気合い入れ」といったキーワードが浮上した。また、市場調査においても、気分転換などで午前中に缶コーヒーを飲む者が多かったことが判明し、「朝専用缶コーヒー」というコンセプトになった。そして、2002年10月2日、業界初の朝専用コーヒー「WONDAモーニングショット」が誕生した。発売当日から、全社一丸となった販促活動が展開され発売当日に全国1,000ヶ所に及ぶ大規模なサンプリングを実施。また、CMキャラクターとして、所ジョージや仲間由紀恵を起用し、朝のビジネスマンを想起させる広告を展開した。発売わずか2ヶ月で年間販売目標の400万ケースを突破。こうして、「WONDAモーニングショット」は朝専用コーヒーとして成功をおさめ、競合他社からも同様の製品が相次ぐようになった。
その後、「ワンダ モーニングショット」を軸に、ブラックやカフェオレなど、缶コーヒーの定番を攻める戦略が立てられた。2003年2月には「ワンダ モーニングショット」の第2弾となる「ワンダ モーニングブラック」が登場し、以降も「ワンダ モーニングオ・レ」（2003年10月）など朝専用商品が次々と展開された。

### 2005年～：微糖・無糖分野の強化
2005年1月、朝専用商品とは別に、糖分を気にする30代から40代に向けて、すっきりとした飲み口の微糖缶コーヒー「WONDA ショット&ショット」を発売した。こちらは発売後3か月で200万函を売り上げるなど、微糖タイプコーヒーのはしりとなった。2005年10月にはコーヒーに少しのミルクを入れただけのシンプルな構成の「ストレートカフェ」を発売。のちにこの製品は今日の砂糖や甘味料を一切使用しない甘くないタイプのミルク入りコーヒーのはしりとなったとされる。
2006年からは嗜好や市場の変化に応えた新たな切り口を提案する商品が投入された。うち4月に発売された「ワンダ オリジンレーベル100年ブラック」は、日系ブラジル農園のコーヒー豆を原料としており、コーヒーの原点や文化を大切する姿勢を示した。
その翌年の2007年1月には、エスプレッソ抽出機を採用し、高速・高圧で抽出した「圧力仕立て」およびそのブラック加糖タイプ「圧力仕立てブラック加糖」を発売し、のちにエスプレッソ缶コーヒーの先駆けとなった。しばらく後の4月には、「ショット&ショット69」の後継品となる「ワンダ アフターショット」を発売し、食後の一服を狙った。
さらに、2008年1月8日にはプレミアム微糖缶コーヒー「金の微糖」を発売した。プレミアムとは銘打っているものの、希望小売価格は通常の缶コーヒーと同じである。この製品は、6か月で500万ケースを売り上げるほどのヒット商品となり、年末までの売り上げは1,000万ケースを記録した。この年の春には「目覚めのブラック」をコンセプトにした「ボディショットブラック」が売られた。400gボトル缶を採用したこの製品は、のちに大容量ボトル缶ブラックコーヒーの先駆者となった。近い時期には糖類0を実現した「ゼロマックス」も発売されており、こちらは発売後3か月で210万ケースを売り上げ、ブランドの牽引する存在の一つとなった。また、2008年10月21日のリニューアルに際しては、店頭用の「ブリリアントカット缶」と自動販売機用の「ストレート缶」の2種類が用意されたが、のちのリニューアルにてブリリアントカット缶に統一された。
2009年6月には加糖ブラックタイプの先駆者となる「オン・ザ・ロック」が発売された。

### 2012年～：ブランド10周年前後
2012年にはモーニングショット10周年を記念した「モーニングX」が発売されたほか、最初期の主力商品である「ワンダフルブレンド」が復活した。
2013年、アサヒ飲料は「明日は、今日より、ワンダフル。」を合言葉に、人気のある「モーニングショット」「金の微糖」「 ゼロマックスプレミアム」を基幹商品として強化を図るとともに、飲用ニーズに合わせた新商品の開発にいそしんだ。この年には、長年缶コーヒーを好んできたユーザーに向けた「大人ワンダ」シリーズを展開したほか、年末にはマレーシアでWONDAブランドの缶コーヒーを展開した。
加えて、2013年10月にはエナジードリンクの要素を取り入れた缶コーヒー「パワーブレンドコーヒー」を発売した。メディアからは、この製品のカフェイン含有量がエナジードリンクよりも高い点が注目された。うち、ニュースサイト「アスキー」による2013から2014年までに発売されたエナジードリンクのランキングにおいては2位にランクインした。一方、2013年の年末にはカフェインレスコーヒー「グリーンカフェ」を世に送り出した。
他方、既存製品においては「特製カフェオレ」の「AKB48デザイン缶(190g缶)」を数量限定で発売した。2014年の同製品のリニューアルに際しても、「AKB48デザイン缶(190g缶)」第2弾が展開された。
また、健康志向の高まりによりブラックコーヒーの需要が定着したことから、2014年1月には「金の微糖」の姉妹品となるブラックコーヒー「ゴールドブラック -金の無糖-」を発売した。一方、ペットボトル飲料においては2014年夏に「特製カロリーハーフコーヒー」とコーヒー由来のカフェインと果汁を合わせた清涼飲料「カフェズメニュー フルーツカフェ」2種を発売した。

### 2015年～：高級路線の強化
2015年1月には、世界のコーヒー職人の経験と知識を生かした「ワンダ ワールドトリップ」シリーズを立ち上げ、その第1弾となる「開拓者の微糖」を発売した。また、春には ドイツの焙煎機メーカー、プロバット社と日本国内メーカーで初めてタイアップした新シリーズ「グランドワンダ」シリーズを立ち上げ、その第1弾として、「グランドワンダ微糖」及び、微糖タイプのブレンドコーヒーでは珍しい370g入りの大容量ボトル缶製品「グランドワンダ微糖 フルボディ」を発売した。グランドワンダシリーズ立ち上げに際しては、スマートフォン向けアプリ『モンスターストライク』とのタイアップキャンペーンが組まれた。のちにアサヒ飲料は「グランドワンダ」シリーズについて、味への評価は高かったものの、本来の狙いである本格感や上質さはといったニーズへの訴求が不十分だったため、ボトル缶飲料市場で苦戦したと分析している。
2016年、アサヒ飲料は本製品のターゲットを缶コーヒーをよく飲む30〜50代の働く男性と位置付け、テレビCMも「働くお父さんを応援」するというコンセプトのもと、ビートたけし、劇団ひとり、澤部佑が会社員に扮する内容に変更された。また、この年の4月、アサヒ飲料は丸福商店が運営する珈琲店「丸福珈琲店」が監修したボトル缶コーヒーの新シリーズ「ワンダ 極（きわみ）」を立ち上げ、その第1弾として微糖タイプの「ワンダ 極 微糖」を発売した。「ワンダ 極」シリーズはブランド全体をけん引した一方、ユーザーが「極」とは何かを考える必要があったという課題が残った。

### 2017年～：ブランド20周年と多様化
ブランド誕生20周年を迎えた2017年には、「WONDERFUL COFFEE PROJECT」活動を展開し、極シリーズといった既存製品のテコ入れや、新たな領域への挑戦が施策として組まれた。この年の9月に行った「モーニングショット」と「金の微糖」のリニューアルに際しては、新たに開発した「モーニングクオリティ製法」を取り入れた。また、秋には北海道と九州で限定品を発売するといったエリアマーケティングが展開された。新領域への挑戦においては、缶コーヒー離れへの対策として、「ワンダ シェイクゼリーコーヒー 」2種をスーパーマーケット向けに展開した。また、発売20周年施策として、当時のCM出演者らをモチーフとした無料LINEスタンプを配信した。
2018年にはブランドの再構築に乗り出し、その一環として「モーニングショット」、「金の微糖」そして「特製カフェオレ」の味覚設計やマーケティング戦略を練り直した
。また、ペットボトル入りコーヒー飲料の活性化に伴い、WONDAも2018年6月に「お茶のようにごくごく飲めるリフレッシュコーヒー」として、「ワンダ TEA COFFEE カフェラテ×焙じ茶」と「ワンダ TEA COFFEE ブラック×煎茶」を発売した。
2018年2月には、アサヒ飲料は家庭でのコーヒーの消費量増加に目をつけ、ブランド初の希釈（4倍濃縮）タイプ「乳酸菌コーヒー」2種（無糖・やさしい甘さ）を発売した。同年9月には「ワンダ 乳酸菌コーヒー ショコラ〈希釈用〉」も登場した。これらの希釈用飲料は家庭でコーヒーを飲むことが多い女性をターゲットにしており、開発に際してはカルピスで培った乳酸菌の技術が応用されている。女性をターゲットにした製品は他にもあり、2019年2月にはカフェラテとフルーツを組み合わせたボトル缶入りの新シリーズ「ラテリッチ」を立ち上げ、9月までに3種類が発売された。また、春先には振って泡立たせるタイプの製品「ワンダフルワンダ」2種が発売され、こちらは女性だけでなく若者もターゲットにしている。
2019年8月、漫画『ルパン三世』とのコラボレーションとしてデザイン缶（全24種類）の販売および「今だけのルパンWONDAキャンペーン」が展開され、好評を得た。また、同じ年にはラクトノナデカペプチドを機能性関与成分として製品に配合したブランド横断プロジェクト「はたらくアタマに」シリーズが展開され、その一環として9月にブランド初の機能性表示食品である「はたらくアタマに アシストブラック」が発売された。

### 2020年～：コロナ禍
缶コーヒー市場が低迷する中、「WONDA」のボトル缶の販売数量は市場を上回るペースで伸長していた。これについてアサヒ飲料は、メインユーザーである中年男性がのどごしの良いペットボトル入りコーヒーではなく、濃厚な味わいを特長とするボトル缶コーヒーを選ぶようになり、リフレッシュや休憩時に飲むという缶コーヒーの価値を見直している可能性があると考えた。そして、彼らは2020年のブランド戦略を立てるにあたり、彼らをターゲットに据え、王道感がありつつも期待を超えるおいしさを提供すると決め、ショート缶とボトル缶の2ラインに集中することにした。こうして、2020年3月、気持ちの切り替えといった価値を追求したた「ワンダ X-BITTER ブラック」が世に送り出された。この製品は、コストパフォーマンス重視の傾向などを踏まえ、通常のショート缶（185g～190g）よりも大きい245g缶が採用された。4月には、家やカフェでコーヒーをたしなむ人や缶コーヒーラテファンに向け、ボトル缶製品「極 老舗珈琲店の甘くないラテ」を世に送り出した。
コロナウイルスの流行に伴う外出制限により、缶コーヒー市場が冷え込む中、WONDAはまとめ買いや家飲みといったニーズを取り入れていった。また、コラボレーションやキャンペーンを通じた施策も推し進めており、たとえば2021年9月に行われた漫画『ONE PIECE』とのコラボレーションでは通常サイズの缶だけでなく、ボトル缶の「ワンダ 極」にもデザイン缶が採用された。同様の理由から健康意識の高まりとともに甘いものが敬遠されるようになったため、2021年2月には「ワンダ 極 贅沢な糖類ゼロ」が投入された。加えて、朝にブラックコーヒーを飲む者も増えたことから、同年9月には「ワンダ モーニングショット ブラック」を世に送り出した。
2021年10月、マレーシアのEtika Beverages Srn. Bhd.を通じて、ブランド初のインスタントコーヒーを同国に展開した。
2022年の販売実績は3,038万箱であった。また、抹茶ラテブームの定着を受け、2022年9月には、「ごほうび抹茶ラテ」を発売した。

### 2023年：微カフェイン製品「SLOW TIME COFFEE」の誕生
2023年には「微カフェイン」をコンセプトとしたペットボトル入りのブラックコーヒー「SLOW TIME COFFEE」がAmazon.co.jp限定で発売された。この製品が世に送り出された背景として、夕方以降にコーヒーを飲む機会が増えたことや、カフェインの摂取量が増えることへの不満などが挙げられ、ゆっくりとした時間や自分のペースで飲めることを示すために「SLOW TIME COFFEE」という名前が付けられた。また、健康志向でブラックコーヒーの市場が堅調なことから、ブラックコーヒーが選ばれた。アサヒ飲料はマイナビニュースとのインタビューの中で購入者からの声として、仕事が終わっても家事が残っている夕方や、夜勤中、ゆるやかに頑張りたいときに飲むことが多いと説明している。

### 「コクの深味」シリーズの誕生
2024年、「ワンダ 極」の後継製品である「コクの深味」シリーズが発売された。

### 2025年～：ブランドロゴの刷新とリニューアル
2025年4月、大文字表記の「WONDA」から「Wonda」に改められ、"o"ど"d"の間に太陽をモチーフとした黄色のアーチで構成されたブランドロゴへ刷新され、それに伴って「モーニングショット」と「金の微糖」をリニューアル。ブラックは「ブラック ザ アロマ」となり、ボトル缶シリーズは「コクの深味」シリーズから「コクの微糖」・「コクのブラック」・「コクのカフェオレ」へ改名。同時にペットボトル入り製品として「クリアブラック」と「ロイヤルラテ」の2種類も発売された
なお、リニューアルを受けない「特製カフェオレ」・「クリーミーラテ」・「プレミアムゼロ」・「アイスマウンテン」もブランドロゴを変えるパッケージデザインの変更が行われた（自然切替）。

## 販売ルート
アサヒ飲料とカルピスが自動販売機部門の事業を統合してアサヒカルピスビバレッジを設立し、カルピスは「AGFブレンディ」缶コーヒーの製造と販売を止めて自販機で「WONDA」を販売している。大塚食品も2015年3月から自販機で「WONDA」を発売し、従来販売していたネスレマニファクチャリング製「ネスカフェ」缶コーヒーシリーズは同グループの大塚製薬から販売委託契約の解除を打診されて順次製造と販売を終了した。

## 製品

### 現行製品
季節限定品のうち、自動販売機専売の「アイスマウンテン」と「ディープマウンテン」のメーカー希望小売価格は、他の「WONDA」のショート缶製品よりも割安に設定されている（本体価格 136円）。
| 商品名             | 規格         | 発売時期      | 備考 |
| ------------------ | ------------ | ------------- | --- |
| モーニングショット | コーヒー     | 2002年10月2日 | 2025年3月以前の主力製品の一つ。通常、「Wonda」といえばこの製品を指す場合も少なくないが、2025年4月のブランドロゴ刷新以降は後述するクリアブラックに主力製品の座を明け渡している |
| 金の微糖           | コーヒー     | 2008年1月8日  | かつて発売されていた「ショット&ショット」、およびその改良品となる「ショット&ショット69」や「アフターショット」を源流に持つ製品                                                |
| ブラック ザ アロマ | コーヒー     | 2025年4月1日  | |
| 特製カフェオレ     | コーヒー飲料 | 2010年9月28日 | |
| クリーミーラテ     | コーヒー飲料 | 2012年11月    | かつては冬季限定品に位置づけられることもあったが、2014年5月13日のリニューアルに際し、夏向け仕様に切り替えられた。現在は通年発売である                                         |
| プレミアムゼロ     | コーヒー     | 2019年9月3日  | |
| アイスマウンテン   | コーヒー飲料 | 2016年4月     | 自販機限定品。春夏限定 |
| ディープマウンテン | コーヒー飲料 | 2022年9月6日  | 自販機限定品。秋冬限定 |
| 晴れのひととき     | コーヒー     | 2025年4月1日  | |
| コクの微糖         | コーヒー     | 2025年4月1日  | ボトル缶製品、「コクの深味 微糖」からリニューアルに伴い改名 |
| コクのブラック     | コーヒー     | 2025年4月1日  | ボトル缶製品、「コクの深味 ブラック」からリニューアルに伴い改名 |
| コクのカフェオレ   | 乳飲料       | 2025年4月1日  | ボトル缶製品、「コクの深味 カフェオレ」からリニューアルに伴い改名 |
| クリアブラック     | コーヒー飲料 | 2025年4月1日  | ペットボトル製品。2025年4月以降の主力製品の一つ |
| ロイヤルラテ       | コーヒー     | 2025年4月1日  | ペットボトル製品。 |

### 販売終了品
限定：販路が限定されているもの
- 自：自動販売機専売製品
- C：コンビニエンスストア専売製品
- S：スーパーマーケット（総合スーパーを含む）限定品
- JR東：JR東日本グループ店舗限定販売
- A:Amazon.co.jp限定品

| 商品名                                              | 規格                              | 発売時期       | 限定 | 備考 |
| --------------------------------------------------- | --------------------------------- | -------------- | ---- | --- |
| オリジナルブレンド                                  | コーヒー                          | 1997年9月      |      | |
| カフェオレプレミアムテイスト                        | 乳飲料                            | 1997年9月      |      | |
| ブルーマウンテンブレンドEX                          | コーヒー                          | 1997年9月      |      | |
| ワンダフルブレンド                                  | コーヒー                          | 1997年9月      |      | 初期の主力製品で一旦は製造を終了していたが、発売15周年を機に2012年11月に再発売された。                                                                                     |
| ビター・オレ                                        | コーヒー飲料                      | 1999年         |      | |
| グルメコーヒー ヘーゼルナッツ                       | コーヒー                          | 1999年         |      | |
| マイルドビーンズブレンド                            | コーヒー                          | 2001年1月      |      | |
| ブルーマウンテンブレンド                            | コーヒー                          | 2001年1月      |      | |
| ブラック&ブラック                                   | コーヒー                          | 2000年1月      |      | WONDA史上初のブラックコーヒー |
| ハワイアンアイス                                    | コーヒー                          | 2000年5月      |      | 夏季限定品 |
| ブラック&ブラック シルバーフォックスブレンド        | コーヒー                          | 2000年9月      |      | |
| カフェオレ                                          | 乳飲料                            | 2000年9月      |      | |
| スーパー                                            | コーヒー                          | 2001年9月      |      | |
| ホットブラック                                      | コーヒー                          | 2001年9月      |      | ホット専用 |
| カフェオレマンデリンブレンド                        | 乳飲料                            | 2001年9月      |      | |
| スムーステイスト                                    | コーヒー                          | 2001年9月      |      | |
| ブラック                                            | コーヒー                          | 2001年9月      |      | 「ワンダ モーニングショット ブラック」発売に伴い終売。 |
| カフェクリーミー                                    | コーヒー飲料                      | 2002年10月23日 |      | ホット専用 |
| モーニングブラック                                  | コーヒー                          | 2003年2月      |      | |
| モーニングオ・レ                                    | 乳飲料                            | 2003年10月     |      | カフェオレ |
| モーニングカフェ                                    | コーヒー飲料                      | 2003年10月     |      | ホット専用 |
| モーニングショット 北海道限定缶                     | コーヒー                          | 2003年10月     |      | 北海道地区限定販売 |
| マドリードモーニング                                | コーヒー                          | 2004年2月      |      | 世界の朝シリーズ第1弾。期間限定品 |
| アテネモーニング                                    | コーヒー                          | 2004年6月      |      | 世界の朝シリーズ第2弾。期間限定品 |
| モーニングカフェ ブレックファースト                 | コーヒー飲料                      | 2004年10月     |      | ホット専用 麦芽エキス・はちみつ・ミルクオリゴ糖を配合。 |
| ネクストステージ                                    | コーヒー                          | 2004年10月6日  |      | 「WONDA ザ・ギフト」へ継承 |
| ロイヤルモカスター                                  | 乳飲料                            | 2004年10月20日 |      | |
| ショット&ショット                                   | コーヒー                          | 2005年1月      |      | 微糖 |
| こくラテ                                            | 乳飲料                            | 2005年2月      |      | |
| ビッグ                                              | コーヒー飲料                      | 2005年8月      |      | 250gロング缶製品（なお、ロング缶製品は2020年3月発売の「X-BITTER ブラック」で復活し、同年9月に「白いカフェラテ」を発売して複数展開となる）。 「WONDA クリーミーラテ」に統合 |
| ストレートカフェ                                    | コーヒー                          | 2005年10月     |      | |
| グラマラスボディ                                    | コーヒー                          | 2006年1月11日  |      | |
| オリジンレーベル 100年ブラック                      | コーヒー                          | 2006年4月12日  |      | 日系ブラジル農園豆100%を使用したブラックコーヒー 「WONDA ザ・ブラック」へ継承                                                                                              |
| アイスコーヒー                                      | コーヒー                          | 2006年4月19日  |      | 夏季限定品 |
| ストレート                                          | コーヒー                          | 2006年6月      |      | 「ストレートカフェ」の後継製品 |
| ショット&ショット69                                 | コーヒー                          | 2006年8月      |      | 「ショット&ショット」のリニューアル品。「WONDA アフターショット」へ継承 |
| カフェオ・レ                                        | 缶：乳飲料 紙パック：コーヒー飲料 | 2006年9月      |      | 「WONDA ザ・カフェオレ」へ継承 |
| デミタス 有機コーヒー豆100%使用                     | コーヒー                          | 2006年10月     |      | 「WONDA エスプレッソデミタス」へ継承 |
| 冬のアイスコーヒー                                  | コーヒー                          | 2006年12月     |      | 冬専用アイスコーヒー |
| 圧力仕立て                                          | コーヒー                          | 2007年1月      |      | |
| 圧力仕立て ブラック加糖                             | コーヒー                          | 2007年1月      | C    | 数量限定品。 |
| 黒い微糖 圧力仕立て                                 | コーヒー                          | 2007年3月      |      | |
| アフターショット                                    | コーヒー                          | 2007年4月      |      | 紙パック入りは一度販売を再開したものの、販売終了。事実上「WONDA 金の微糖」へ継承                                                                                           |
| 圧力仕立てブラック                                  | コーヒー                          | 2007年10月30日 |      | |
| 厳選 -有機豆100%使用-                               | コーヒー                          | 2007年12月4日  |      | |
| エスプレッソデミタス                                | コーヒー                          | 2007年12月4日  |      | 「WONDA プライムショット デミタス」へ継承 |
| ココチーノ                                          | コーヒー飲料                      | 2008年1月29日  |      | 「男のデザート缶コーヒー」をテーマにしたカフェモカ風ドリンク |
| クールバニラ                                        | 乳飲料                            | 2008年3月11日  |      | 「男のデザート缶コーヒー」をテーマにした製品 |
| ボディショットブラック                              | コーヒー                          | 2008年3月18日  |      | 「目覚めのブラック」をコンセプトにしたボトル缶の大容量ブラックコーヒー。                                                                                                   |
| ゼロマックス                                        | コーヒー                          | 2008年4月      |      | 「ゼロマックス プレミアム」へ継承 |
| 白いプレミアム                                      | 乳飲料                            | 2008年6月      |      | プレミアム仕様の低糖カフェオレ |
| ザ・ブラック                                        | コーヒー                          | 2008年8月      |      | 「ブラックワンダ」へ継承 |
| 朝のカフェオレ                                      | コーヒー飲料                      | 2008年9月      | JR東 | JR東日本ウォータービジネス との共同企画商品。 |
| ザ・カフェオレ                                      | コーヒー飲料                      | 2008年10月21日 |      | 現行製品である「特製カフェオレ」へ継承 |
| ボディショットブラック ホットディープブレンド       | コーヒー                          | 2008年10月     |      | ホット専用 |
| ザ・クオリティ                                      | コーヒー                          | 2008年12月     |      | 高級・有機・鮮度にこだわったプレミアム缶コーヒー |
| ジェットカフェ                                      | コーヒー                          | 2009年1月      |      | |
| プレミアムラテ微糖                                  | 乳飲料                            | 2009年2月      |      | 数量限定品 |
| スーパーライト                                      | コーヒー                          | 2009年4月      |      | |
| プライムロースト超微糖                              | コーヒー                          | 2009年8月      |      | |
| プレミアムカフェオレ 炎の香り                       | コーヒー                          | 2009年9月8日   |      | コークス焙煎で仕上げたプレミアムカフェオレ |
| 牛乳で仕上げたモーニングオレ                        | コーヒー飲料                      | 2009年10月     |      | ホット専用 「モーニングショット」と同じ豆で淹れたコーヒーに牛乳をたっぷり使用した朝専用ホットカフェオレ                                                                    |
| ザ・ギフト                                          | コーヒー                          | 2009年12月     |      | 「ネクストステージ」の後継商品で、選び抜かれた粒選り豆のみを使用したプレミアム缶コーヒー                                                                                   |
| 一番ドリップ微糖                                    | コーヒー                          | 2010年1月      |      | 高級豆「キリンマンジャロ種」を中心にブレンドし、当社独自の「一番ドリップ製法」を用いた微糖タイプ 「WONDA ご馳走ドリップ微糖」へ継承                                        |
| V.I.P.ラテ                                          | 乳飲料                            | 2010年2月      |      | 2010年のプレミアムシリーズ第一弾。 ミルクとクリームを贅沢に使用した。 |
| BLACK WONDA -ブラックワンダ-                        | コーヒー                          | 2010年4月      |      | 水で薄めない「無希釈製法」による100%ドリップを用いたブラックコーヒー 「ゴールドブラック -金の無糖-」へ継承                                                                 |
| アイスバー                                          | 乳飲料                            | 2010年6月      |      | 2010年のプレミアムシリーズ第二弾 アフォガートをイメージしたエスプレッソ |
| ご馳走ドリップ微糖                                  | コーヒー                          | 2010年8月17日  |      | キリマンジャロを中心とした挽き立ての新豆のみをブレンドし、独自の「一番ドリップ製法」で仕上げた微糖タイプ                                                                   |
| ゼロマックス プレミアム                             | コーヒー                          | 2010年8月31日  |      | 「ゼロマックス」の後継品。「エクストラショット」へ継承 |
| プライムショット                                    | コーヒー                          | 2010年10月     |      | 2010年のプレミアムシリーズ第三弾。原料の豆や焙煎方法にこだわり、シリーズ内最大クラスの豆量を使用                                                                           |
| プライムショット デミタス                           | コーヒー                          | 2010年10月     |      | 「プライムショット」の170g缶タイプ |
| スーパーリラックスブレンド 緩みの極み               | コーヒー                          | 2010年11月     |      | 加糖ミルク入りタイプ |
| オーロラプレッソ                                    | コーヒー                          | 2011年1月      |      | |
| 初恋ブレイク                                        | コーヒー飲料                      | 2011年2月1日   |      | 「甘く、ほろ苦い」味わいが特徴 |
| イエローダイヤモンド                                | コーヒー                          | 2011年3月1日   |      | 日本国内では希少となった「モカ」を使用 |
| アイスオンアイス                                    | コーヒー                          | 2011年7月19日  |      | ボトル缶入りアイスコーヒー |
| ホワイトワンダ                                      | 清涼飲料水                        | 2011年5月      |      | |
| ワンダの牛乳割り                                    | コーヒー飲料                      | 2011年6月7日   |      | アイス専用のミルク入り低糖タイプ |
| アイムフリー ブラック                               | コーヒー入り清涼飲料              | 2011年6月21日  |      | カフェインレス設計のボトル缶入りコーヒー |
| アイムフリー ラテ                                   | 乳飲料                            | 2011年6月21日  |      | カフェインレス設計のボトル缶入りコーヒー |
| プレーンカフェ                                      | コーヒー                          | 2011年9月13日  |      | "素材のおいしさ、そのままに"をコンセプトにした製品 |
| モーニングショット ホットブラック                   | コーヒー                          | 2011年11月1日  |      | 朝専用ホットブラックコーヒー |
| コクだし THE SPECIAL                                | コーヒー                          | 2011年11月15日 |      | |
| キングロースト 焦がし微糖                           | コーヒー                          | 2012年1月      |      | |
| 超完熟                                              | コーヒー                          | 2012年2月7日   |      | 超完熟のコーヒー豆をブレンドしたレギュラータイプ |
| プレミアムダブル                                    | 乳飲料                            | 2012年3月6日   |      | エスプレッソコーヒーと北海道産特濃の牛乳を使用した高価格帯プレミアム缶コーヒー                                                                                             |
| モーニングショット ブラック                         | コーヒー                          | 2012年3月13日  |      | 2012年3月の発売時は400gボトル缶で発売されていたが、復活発売となる2021年9月発売品は185gのショート缶となった                                                                 |
| ザ・ワールドクラス                                  | コーヒー                          | 2012年6月      |      | |
| 白×黒 -100%エスプレッソ-                            | コーヒー飲料                      | 2012年8月14日  |      | |
| デラックス1                                         | 乳飲料                            | 2012年9月11日  |      | |
| モーニングX                                         | コーヒー                          | 2012年9月25日  |      | 「モーニングショット」の発売10周年を記念した期間限定品 |
| きれいな微糖                                        | コーヒー                          | 2012年12月     |      | 元々は冬季限定品だったが、2013年8月にリニューアルも兼ねて再発売した。 |
| 贅沢ダブル                                          | 乳飲料                            | 2013年2月      |      | |
| フレーバーズ                                        | コーヒー                          | 2013年5月7日   |      | コーヒーにフレーバーシロップを加えた製品 |
| アイスクリーミーラテ                                | コーヒー飲料                      | 2013年5月14日  |      | 夏季限定 「クリーミーラテ」の夏向け仕様 |
| パワーブレンドコーヒー                              | コーヒー                          | 2013年10月8日  |      | エナジー成分を配合したロング缶 |
| 傑作                                                | 乳飲料                            | 2013年10月22日 |      | コク深いミルクを贅沢に使用した微糖タイプ |
| フレーバーズ ホワイト                               | コーヒー飲料                      | 2013年11月12日 |      | 「フレーバーズ」のミルク入りタイプ |
| グリーンカフェ                                      | コーヒー入り清涼飲料              | 2013年12月     |      | カフェインレスの缶コーヒー |
| ゴールドブラック -金の無糖-                         | コーヒー                          | 2014年1月      |      | 2015年9月15日のリニューアルに際して「ゴールドブラック」に改名 「WONDA 極 完熟深煎りブラック（185g缶）」へ統合                                                              |
| 一番澄み                                            | コーヒー                          | 2014年2月      |      | 「ワンダ クラフトマンシップ」シリーズ第1弾。 |
| カフェ・ド・ブラジル アスレタデザイン               | コーヒー                          | 2014年5月13日  |      | ブラジル発のフットボールブランド「アスレタ」とのコラボレーション製品 |
| 金のラテ                                            | 乳飲料                            | 2014年5月27日  |      | |
| クラフトマンシップ 冷製エスプレッソ                 | コーヒー                          | 2014年6月10日  |      | |
| クラフトマンシップ 贅沢炭焼                         | コーヒー                          | 2014年8月26日  |      | クラフトマンシップシリーズ第3弾。 |
| ワールドトリップ 開拓者の微糖                       | コーヒー                          | 2015年1月      |      | 「ワンダ ワールドトリップ」シリーズ第1弾。 |
| レアワンダ微糖                                      | コーヒー                          | 2015年2月      | 自   | 5色のコーヒー豆（イエローチェリー豆(黄)・セレージャ豆(赤)・ブルーイッシュ豆(青)・ボイヤ豆(黒)・グリーン豆(緑)）を使用                                                      |
| アイスクリーミープレッソ                            | コーヒー飲料                      | 2015年5月12日  |      | |
| ワールドトリップ アイスマウンテン                   | コーヒー                          | 2015年5月19日  |      | 「ワンダ ワールドトリップ」シリーズの第2弾。「アイスマウンテン」へ継承 |
| ワールドトリップ 絶品炭焼                           | コーヒー                          | 2015年8月      |      | 「ワンダ ワールドトリップ」シリーズの第3弾 |
| 極旨ドリップ微糖                                    | コーヒー                          | 2015年9月1日   | 自   | |
| エクストラショット                                  | コーヒー                          | 2015年9月6日   |      | 現行製品の「プレミアムゼロ」へ継承 |
| 極旨ストレートラテ                                  | コーヒー飲料                      | 2015年10月6日  | 自   | 100%エスプレッソにミルクを合わせた砂糖不使用のストレートラテ 2005年10月に発売された「ストレートカフェ」の実質的な後継製品                                                  |
| スペシャリティラテ                                  | コーヒー                          | 2015年10月13日 | 自   | |
| ロイヤルリッチ                                      | 乳飲料                            | 2016年1月5日   |      | |
| ザ・シンプル                                        | コーヒー                          | 2016年5月10日  |      | コーヒー豆をキリマンジャロ1種類のみ・ミルクを牛乳のみ・砂糖を少なめにして人工甘味料を不使用とした微糖タイプ                                                                |
| 青空の一服 微糖                                     | コーヒー                          | 2016年5月17日  | 自   | |
| 炭焼仕込み                                          | コーヒー                          | 2016年5月17日  |      | |
| モーニングショット アイスブレンド                   | コーヒー                          | 2016年6月      |      | 加糖ブラックタイプの朝専用アイスコーヒー |
| 炭火の季節                                          | コーヒー                          | 2016年8月16日  | 自   | 「WONDA 炭焼仕込み」へ継承 |
| 金の微糖 スペシャルゴールド                         | コーヒー                          | 2016年8月30日  | 自   | ボトル缶 |
| 手仕事品質                                          | コーヒー                          | 2016年9月      |      | |
| ダイヤモンドアロマ 微糖                             | コーヒー                          | 2018年3月27日  | 自   | |
| プレジデント オブ ワンダ                            | コーヒー                          | 2018年9月      |      | |
| 薫るひととき                                        | コーヒー                          | 2018年9月      | 自   | |
| オフの珈琲                                          | コーヒー                          | 2018年11月     |      | 糖質・カロリーオフタイプ |
| ラテリッチ ストロベリー                             | 乳飲料                            | 2019年2月      |      | 「ラテリッチ」シリーズ第1弾。 |
| アイスショットラテ                                  | コーヒー飲料                      | 2019年4月      |      | |
| ラテリッチ バナナ                                   | 乳飲料                            | 2019年5月      |      | 「ラテリッチ」シリーズ第2弾。 |
| キレのブラジル100%微糖                              | コーヒー                          | 2019年6月      |      | |
| ラテリッチ キャラメルナッツ                         | 乳飲料                            | 2019年9月      |      | 「ラテリッチ」シリーズ第3弾。 |
| 炎の焙煎 微糖                                       | コーヒー                          | 2019年9月3日   | 自   | |
| はたらくアタマに アシストブラック【機能性表示食品】 | コーヒー                          | 2019年9月10日  |      | 機能性表示成分であるラクトノナデカペプチド（カゼインペプチド）は乳由来の成分のため、パッケージには「この商品は、乳成分を含みます。」の表示がされている。                   |
| ハード微糖                                          | コーヒー                          | 2019年11月     |      | |
| デミタス 食後の一服                                 | コーヒー                          | 2020年2月      |      | |
| X-BITTER ブラック                                   | コーヒー                          | 2020年3月      |      | 本品は245gのロング缶となる |
| 白いカフェラテ                                      | 乳飲料                            | 2020年9月1日   |      | 本品は245gのロング缶となる |
| 炎の焙煎                                            | コーヒー                          | 2020年9月14日  |      | 「炎の焙煎 微糖」の後継製品。秋冬限定 |
| やみつきキャラメルラテ                              | 乳飲料                            | 2020年9月      |      | |
| 濃いめ                                              | コーヒー                          | 2021年1月      |      | 本品は165gのデミタスサイズとなる |
| ぎゅっとコク増し                                    | コーヒー                          | 2022年2月      |      | 本品は165gのデミタスサイズとなる |
| 太陽のモカブレンド                                  | コーヒー                          | 2024年3月5日   |      | 期間限定品 |
| 午後のブラジルBLEND                                 | コーヒー                          | 2024年9月3日   |      | |

| 商品名             | 規格     | 発売時期       | 限定 | 備考 |
| ------------------ | -------- | -------------- | ---- | ---- |
| ワンダフルブレンド | コーヒー | 2023年3月7日   |      |      |
| SHOT&SHOT          | コーヒー | 2023年6月20日  |      |      |
| オーロラプレッソ   | コーヒー | 2023年10月24日 |      |      |

| 商品名                              | 規格         | 発売時期   | 限定 | 備考 |
| ----------------------------------- | ------------ | ---------- | ---- | --- |
| 特製カフェオレ アイスミルクブレンド | コーヒー飲料 | 2013年6月  |      | 2015年4月のリニューアルに際し、「特製カフェオレ こだわりミルクブレンド」へ改名。                            |
| 特製カフェオレ ホットミルクブレンド | コーヒー飲料 | 2014年10月 |      | |
| 特製カフェオレ こだわりミルク仕立て | コーヒー飲料 | 2017年4月  |      | 「特製カフェオレ」の260gボトル缶の後継製品 「WONDA 極 特濃カフェオレ（後の「WONDA 極 カフェオレ」）」へ統合 |

| 商品名                        | 規格     | 発売時期       | 限定 | 備考                                                                               |
| ----------------------------- | -------- | -------------- | ---- | ---------------------------------------------------------------------------------- |
| グランドワンダ 微糖           | コーヒー | 2015年3月      |      | グランドワンダシリーズ第1弾                                                        |
| グランドワンダ 微糖フルボディ | コーヒー | 2015年3月      |      | グランドワンダシリーズ第1弾 「WONDA 極 微糖」へ継承                                |
| グランドワンダ ブラック       | コーヒー | 2015年5月12日  |      | グランドワンダシリーズ第2弾 「WONDA 極 ブラック」へ継承                            |
| グランドワンダ ホットブラック | コーヒー | 2015年10月20日 |      | コーヒー由来の「アロマリッチエキス」を加えたホット専用ボトル缶入りブラックコーヒー |

| 商品名                            | 規格     | 発売時期      | 限定 | 備考                                             |
| --------------------------------- | -------- | ------------- | ---- | ------------------------------------------------ |
| オン・ザ・ロック                  | コーヒー | 2009年6月     |      | キリマンジャロブレンドのプレミアム夏コーヒー     |
| オン・ザ・ロック アイスプレッソ   | コーヒー | 2011年7月5日  |      |                                                  |
| オン・ザ・ロック フローズンカフェ | コーヒー | 2012年5月29日 |      | 冷凍対応ペットボトル入り                         |
| オン・ザ・ロック エクストラロック | コーヒー | 2012年7月     |      | アイス専用のダブルエスプレッソブレンド缶コーヒー |
| オン・ザ・ロック 氷点下スペシャル | コーヒー | 2013年7月     |      | 氷点下仕込みのアイス用加糖ブラックコーヒー       |
| オン・ザ・ロック ダブル           | コーヒー | 2014年7月     |      | アイス専用加糖ブラックコーヒー                   |

| 商品名                        | 規格     | 発売時期  | 限定 | 備考 |
| ----------------------------- | -------- | --------- | ---- | ---- |
| 大人ワンダ ザ・スタンダード   | コーヒー | 2013年1月 |      |      |
| 大人ワンダ ザ・ブラック       | コーヒー | 2013年4月 |      |      |
| 大人ワンダ ネオ・エスプレッソ | コーヒー | 2013年9月 |      |      |

| 商品名                          | 規格         | 発売時期  | 限定 | 備考 |
| ------------------------------- | ------------ | --------- | ---- | ---- |
| TEA COFFEE カフェラテ×焙じ茶    | コーヒー飲料 | 2018年4月 |      |      |
| TEA COFFEE ブラック×煎茶        | コーヒー飲料 | 2018年6月 |      |      |
| TEA COFFEE カフェラテ×抹茶 微糖 | コーヒー飲料 | 2019年1月 |      |      |

| 商品名                              | 規格         | 発売時期  | 限定 | 備考 |
| ----------------------------------- | ------------ | --------- | ---- | ---- |
| 乳酸菌コーヒー 無糖<希釈用>         | コーヒー飲料 | 2018年2月 |      |      |
| 乳酸菌コーヒー やさしい甘さ<希釈用> | コーヒー飲料 | 2018年2月 |      |      |
| 乳酸菌コーヒー ショコラ<希釈用>     | コーヒー飲料 | 2018年9月 |      |      |

| 商品名                                           | 規格         | 発売時期       | 限定 | 備考 |
| ------------------------------------------------ | ------------ | -------------- | ---- | --- |
| ホームメイドスタイル ミルク&コーヒー             | コーヒー飲料 | 2005年4月      |      | |
| ホット朝のカフェオレ                             | コーヒー飲料 | 2011年11月8日  | JR東 | 「朝のカフェオレ」のホット仕様                                                                              |
| 特製クオリティ100                                | コーヒー     | 2014年3月      |      | |
| カフェズメニュー フルーツカフェ アクティブベリー | 清涼飲料水   | 2014年6月17日  |      | コーヒー由来のカフェインと果汁を合わせた清涼飲料                                                            |
| カフェズメニュー フルーツカフェ ファインシトラス | 清涼飲料水   | 2014年6月17日  |      | コーヒー由来のカフェインと果汁を合わせた清涼飲料                                                            |
| 特製カロリーハーフコーヒー                       | コーヒー飲料 | 2014年6月17日  |      | スリムペットボトル入り                                                                                      |
| ブラック ザ・ダブル                              | コーヒー     | 2015年7月      |      | 大容量500mlペットボトル入りのブラックコーヒー                                                               |
| シェイクコーヒーゼリー まろやかキャラメル        | コーヒー     | 2017年10月3日  | S    | ミルクパウダー別付けのペットボトル入りコーヒーゼリー飲料。                                                  |
| シェイクコーヒーゼリー ほろ甘ブラック            | コーヒー     | 2017年10月3日  | S    | ミルクパウダー別付けのペットボトル入りコーヒーゼリー飲料。                                                  |
| 味わいミルクコーヒー                             | コーヒー飲料 | 2018年         |      | 280ml入り                                                                                                   |
| ワンダフルワンダ ブラック                        | コーヒー     | 2019年4月9日   |      | 店頭販売用の500mlPETに加え、自動販売機専売品として角柱形状の485mlPETも設定されていた。                      |
| ワンダフルワンダ ラテ                            | コーヒー     | 2019年5月14日  |      | |
| CONIC                                            | 炭酸飲料     | 2019年6月25日  |      | 名前は「COFFEE」と「TONIC」のかばん語。                                                                     |
| ホワイティラテ                                   | 清涼飲料水   | 2019年10月     |      | 低カフェイン設計（約2mg/100ml）のペットボトル入りラテタイプ 本品では、280mlと480mlの2容量が設定されていた。 |
| ごほうび抹茶ラテ                                 | 清涼飲料水   | 2022年9月6日   |      | 温冷兼用ペットボトル                                                                                        |
| SLOW TIME COFFEE                                 | コーヒー     | 2023年10月17日 | A    | 「微カフェイン」をコンセプトとしたペットボトル入りブラックコーヒー                                          |
| ミルクコーヒー                                   | コーヒー飲料 | 2024年1月30日  |      | 店頭販売品では「ホワイティラテ」以来約4年3ヶ月ぶりとなるペットボトル製品                                    |
| THE BLACK                                        | コーヒー     | 2024年4月2日   | 自   | |

| 商品名                      | 規格         | 発売時期       | 限定 | 備考 |
| --------------------------- | ------------ | -------------- | ---- | --- |
| 極 微糖                     | コーヒー     | 2016年4月5日   |      | 極シリーズ第1弾。ショート（260g）とロング（370g）の設定がある                                                                  |
| 極 ブラック                 | コーヒー     | 2016年5月10日  |      | ショート（285g）とロング（400g）の設定がある。「極 完熟深煎りブラック」へ継承                                                  |
| 極 微糖 深煎りマイルド      | コーヒー     | 2016年10月     |      | |
| 極 超深煎りブレンド         | コーヒー     | 2017年1月      |      | 「極 超深煎りの極み 微糖」へ継承                                                                                               |
| 極 芳醇ブレンド             | コーヒー     | 2017年3月      |      | |
| 極 冷珈琲                   | コーヒー     | 2017年5月9日   |      | |
| 極 完熟深煎りブラック       | コーヒー     | 2017年10月3日  |      | 2018年9月のリニューアルに際し、ボトル缶は「極 ブラック」へ、185g缶は「極 冴える深煎りブラック」へそれぞれ継承                  |
| 極 老舗の特製カフェオレ     | コーヒー飲料 | 2017年10月24日 | C    | 「極 特濃カフェオレ」（後の「極 カフェオレ」）へ継承                                                                           |
| 極 キリマンジャロ100%       | コーヒー     | 2017年10月24日 |      | 「極 焙煎香」へ継承 |
| 極 超深煎りの極み 微糖      | コーヒー     | 2018年1月      |      | |
| 極 カフェオレ               | 乳飲料       | 2018年3月13日  |      | 発売時の名称は「極 特濃カフェオレ」だが、2019年3月のリニューアルに際して改名した。ショート（260g）とロング（370g）の設定がある |
| 極 焙煎香                   | コーヒー     | 2018年9月      |      | 「極 ザ・シングル」へ継承 |
| 極 冴える深煎りブラック     | コーヒー     | 2018年9月      |      | 「WONDA ブラック」へ継承 |
| 極 ザ・シングル             | コーヒー     | 2019年3月      |      | |
| 極 ジャパンドリップ         | コーヒー     | 2019年9月3日   |      | |
| 極 老舗珈琲店の甘くないラテ | 乳飲料       | 2020年4月      |      | |
| 極 贅沢な糖類ゼロ           | コーヒー     | 2021年2月      |      | |
| 極 深煎り珈琲ゼリー         | コーヒー飲料 | 2021年4月12日  |      | |

## CMキャラクター
WONDA発売より前の1997年6月、アサヒ飲料は当時世界で人気のあったプロゴルファー、タイガー・ウッズを「ワンダフルブレンド」のCMのキャラクターに起用し、ティザー広告を展開していった。ウッズの起用も、ティザー広告の起用もアサヒ飲料にとっては初めてのことだった。ウッズを起用したCMは若者にとってインパクトが大きく、このCMは第38回IBA（International Broadcasting Award、国際放送 広告賞）に入選した。
2025年4月現在
- 星野源

### 過去の出演者、およびキャラクター
- 所ジョージ（モーニングショット）- 初代イメージキャラクター
- タイガー・ウッズ（ワンダフルブレンド）[2]
- 勇者ライディーン（100年BLACK）
- 泉谷しげる（100年BLACK）
- 仲間由紀恵（モーニングショット・アフターショット）
- タカアンドトシ（モーニングショット）
- 荒川良々（モーニングショット）
- 横峯さくら（モーニングショット）
- 彦摩呂（アフターショット）
- チュートリアル（モーニングショット）
- 西川きよし（モーニングショット）
- ノッチ（モーニングショット）
- 小倉優子（モーニングショット）
- コブクロ（モーニングショット）
- 森崎博之・音尾琢真（TEAM NACS、モーニングショット）
- 山本リンダ（ショット&ショット）
- 吉川晃司（ショット&ショット）
- 笠浩二（ショット&ショット）
- 相田翔子（ショット&ショット）
- ユースケ・サンタマリア（ショット&ショット）
- 原田泰造（圧力仕立て・ショット&ショット69）
- 柳沢慎吾（ショット&ショット69 ※ただし音声のみ）
- 桑田佳祐（モーニングショット・アフターショット・圧力仕立てBLACK・金の微糖）
桑田バージョンのテーマは“天国の偉人たち”で、桑田と鬼籍入りした著名人の映像によって“共演”するという内容。第1弾（モーニングショット）は、早朝の駅のホームで、電車に乗り遅れた桑田の前に、日本を代表する映画監督の黒澤明の姿が映るというもの。第2弾（アフターショット）ではデパートの屋上にいる桑田の前に植木等が現れるという内容。第3弾（モーニングショットのホットバージョン）は、桑田が路上で缶コーヒーの蓋を開けた途端、ジャイアント馬場が現れてリング上で桑田と対決し、馬場から“十六文キック”を浴びせられるという設定。黒澤、植木、馬場の姿は生前の映像からCGを使って抽出したものを実際の映像に合成した。故人との“共演”は桑田本人が企画したものである。2008年4月から第4弾（モーニングショット）が放映されたバージョンは、サザンオールスターズとしてデビューした際に初めてCM出演した三ツ矢サイダー（アサヒ飲料の主力商品）のCMに出演した当時の桑田と現在の桑田が“共演”したものが放映された。桑田は過去にキリンJive（現・キリンFIRE）やコカ・コーラのCMにも出演していた。WONDAのCM出演契約が終了した数年後の2016年にUCCのUCC BLACK無糖のCMに出演。
  - モーニングショット（第1弾・第3弾）・アフターショットとも 使用楽曲「NUMBER WONDA GIRL ～恋するワンダ～」、圧力仕立てBLACK、金の微糖とも 使用楽曲「ダーリン」、モーニングショット(第4弾)の使用楽曲「DEAR MY FRIEND」 いずれも桑田佳祐。
- 岡田義徳（ゼロマックス）
- 東根作寿英（ゼロマックス）
- 鶴岡知恵（フリーズドリップ）
- ローラ・チャン（モーニングショット、ザ・ブラック）
- 高田純次（ザ・ブラック、モーニングショット、金の微糖、ゼロマックス、ジェットカフェ、スーパーライト、一番ドリップ微糖）
- 国分太一（同上、高田と共演）
- 優木まおみ（モーニングショット）
- 柳原可奈子（ゼロマックス）
- AKB48（モーニングショット、金の微糖、特製カフェオレ、グランドワンダほか多数）
2011年3月から2016年2月までの総合メインキャラクター。2014年8月からは一旦「モーニングショット」を中心としたキャラクターとなり、2015年9月からは「エクストラショット」(渡辺麻友が単独で出演)、同年10月からは「グランドワンダ」(入山杏奈・加藤玲奈・島崎遥香・横山由依が出演)も担当していたが、同年11月からはリニューアルに伴って「金の微糖」を再び担当することでメインキャラクター復帰となったが、先述の通り2016年2月を以って5年間にわたるWONDAシリーズの総合メインキャラクターを降板することとなった。
  - 柄本佑、でんでん（オフィスドラマCM「朝の元気」編で大島優子と共演）
  - 大杉漣（同「笑って」編で渡辺麻友と共演）
  - 青木崇高（同「ICカード」編で島崎遥香、篠田麻里子と共演）
  - 大和田伸也（同「回転」編で小嶋陽菜、島崎遥香と共演）
- ワンダフル商事（2010年4月～2011年2月に放送。括弧内はCMでの役柄）
  - 唐沢寿明（第一営業部・部長）
  - GACKT（第一営業部・課長）
  - 市原隼人（第一営業部・新人）
  - 岸部一徳（副社長）
  - 戸田恵梨香（社長）
- 國村隼
- 沢村一樹
- 古田新太

國村、沢村、古田の3人は2011年までAKB48と共演。
- 渡部篤郎（大人ワンダ）
- 小日向文世（同上）
- 織田裕二（金の微糖・ゴールドブラック-金の無糖-）
- 山﨑努（同上）
- ビートたけし（2016年 - 2020年）
- 劇団ひとり
- 澤部佑
- 春日俊彰
- 堺正章 - 「極」[83]
- 宮藤官九郎 [84]
- 神木隆之介・川栄李奈 - 「TEA COFFEE」の「お茶・珈琲どっちやねん編」でビートたけしと共演[85]。川栄は以前、AKB48メンバーの一員としてTVCMに出演[86]し、前述のとおり「特製カフェオレ」の「AKB48デザイン缶」にも起用された経緯があることから、事実上の再起用となった。2019年4月からは神木・川栄共に「ワンダフルワンダ」の「泡のコーヒー」編にも起用されており[87]、同年6月からは神木が「タクシー（神木さん）編」でビートたけしと再共演している[88]。
- YOSHIKI - 「X-BITTER ブラック」の「意外な演奏」編に出演[89]。
- 千鳥（2021年 - 2022年）
- 麦わらの一味（2021年 - 2022年）
  - モンキー・D・ルフィ（声：田中真弓）
  - ウソップ（声：山口勝平）
  - トニートニー・チョッパー（声：大谷育江）
  - ブルック（声：チョー）
- 二宮和也（2022年 - 2023年）
- 中丸雄一（2022年 - 2023年）
- ムロツヨシ（2023年 - 2024年）
- 宮崎莉里沙（2023年 - 2024年）- 7歳の社長・朝野希 役

## スピンオフ
2013年7月7日、AKB48メンバー主演でCMのスピンオフ企画のオムニバス形式のオフィスドラマが放送された。